# Zwickau P70
La Zwickau P70 est une automobile produite entre 1955 et 1959 par l’usine est-allemande AWZ (Automobilwerk Zwickau), basée à Zwickau, dans la Saxe.
Elle se distingue notamment par sa carrosserie entièrement réalisée dans un matériau composite : le Duroplast.

## Histoire

### Une technologie nouvelle
Dès le milieu des années 1930, les dirigeants de la firme allemande Auto Union, inquiets de voir la production d’acier se faire largement en faveur des usines d’armement et donc au détriment de l’industrie automobile, décident de mettre au point un nouveau matériau léger et résistant, dérivé de la Bakélite, capable de remplacer l’acier. 
Entre 1937 et 1941, l’usine fait tester trois prototypes DKW F7 à carrosserie composite. Les résultats sont encourageants, mais l’idée est abandonnée à cause de coûts de production trop importants.
Après la guerre, l’ancien centre de recherches d’Auto Union, désormais sous contrôle de la société est-allemande IFA, relance le projet. 
Les nouvelles études menées aboutissent à la création d’un matériau plus économique, dont on peut désormais envisager l’utilisation en grande série.
Ce « Duroplast » a pour principaux avantages d’être plus léger que l’acier, de ne pas rouiller, d’être moins sensible aux chocs, et de garantir une meilleure isolation phonique. En revanche, une pièce en Duroplast est beaucoup plus longue à fabriquer qu’une pièce équivalente en acier.

### Une voiture de transition
La solution technique du Duroplast offre de nouvelles perspectives pour l’usine de Zwickau. En 1954, on démarre le projet d’une voiture entièrement nouvelle : la P50. Mais la mise au point de celle-ci nécessitant plusieurs années de travail, un projet de modernisation de la vieille IFA F8 (sortie en 1948, mais identique à la DKW éponyme de 1939) est mené en parallèle. Le premier prototype de cette F8K, renommée par la suite P70, est présenté en août 1954. Début octobre, les autorités de Berlin-Est donnent leur accord, à condition que le projet P50 ne soit pas oublié.
La nouvelle P70 doit être produite en série à partir du mois d’août 1955, ce qui laisse dix mois aux ingénieurs de Zwickau pour terminer sa mise au point. Malgré de nombreux problèmes techniques rencontrés et des soucis dans la livraison des pièces, les premiers exemplaires de présérie tombent des chaînes en avril 1955, et la production démarre réellement au mois d’août, conformément à ce qui était prévu.
Présentée officiellement à la Foire de Leipzig en octobre 1955, puis au Salon de Bruxelles en janvier 1956, la « Zwickau » P70 reprend la base technique éprouvée de la IFA F8. Son moteur bicylindre de 690 cm3 développe toutefois 22 ch, contre 20 précédemment.
Au mois de mars 1956, une version break « Kombi » rejoint la berline, suivie par un joli coupé 2+2 au printemps 1957.
Avec la sortie de la nouvelle Trabant P50 en 1958, la Zwickau n’a plus de raison d’être. Elle disparaît au mois de juin 1959, après avoir été produite à 36 786 exemplaires, dont environ 4 000 breaks et quelques centaines de coupés.
Si la majorité des P70 ont été écoulées en Allemagne de l’Est, on notera tout de même l’immatriculation de 483 exemplaires en Belgique entre 1956 et 1960.

## Galerie

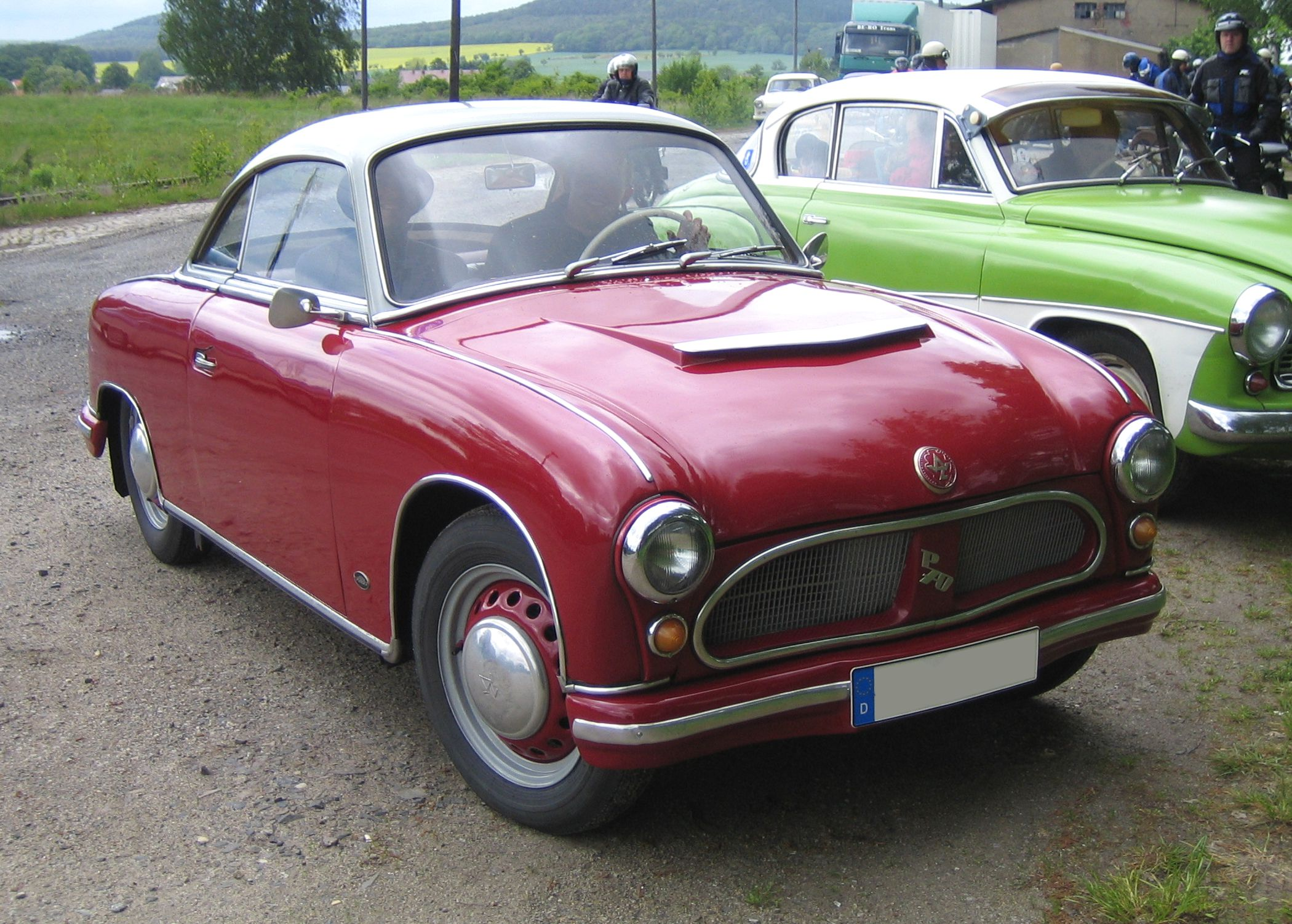
Zwickau P70 Coupé
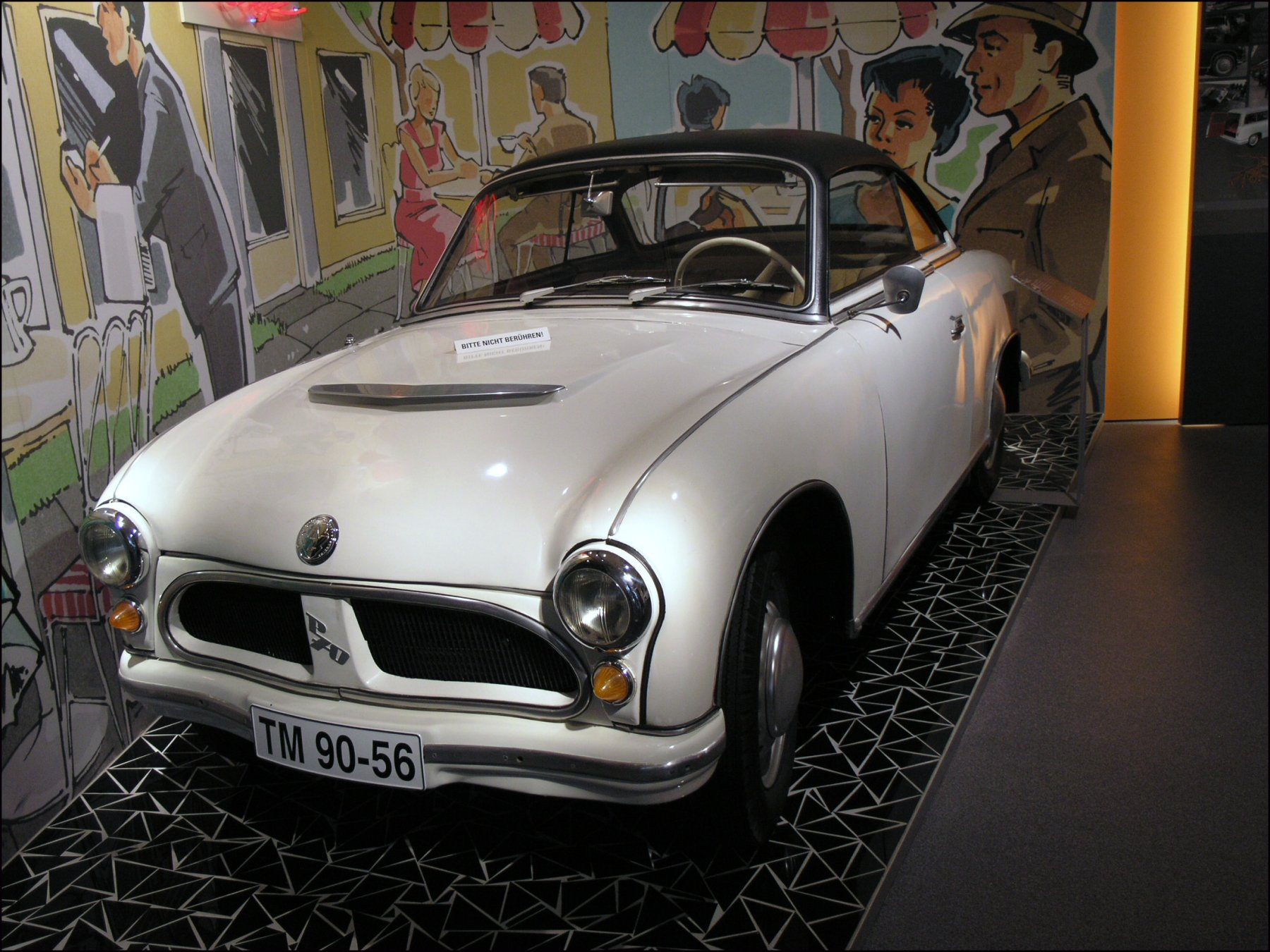
Zwickau P70 Coupé
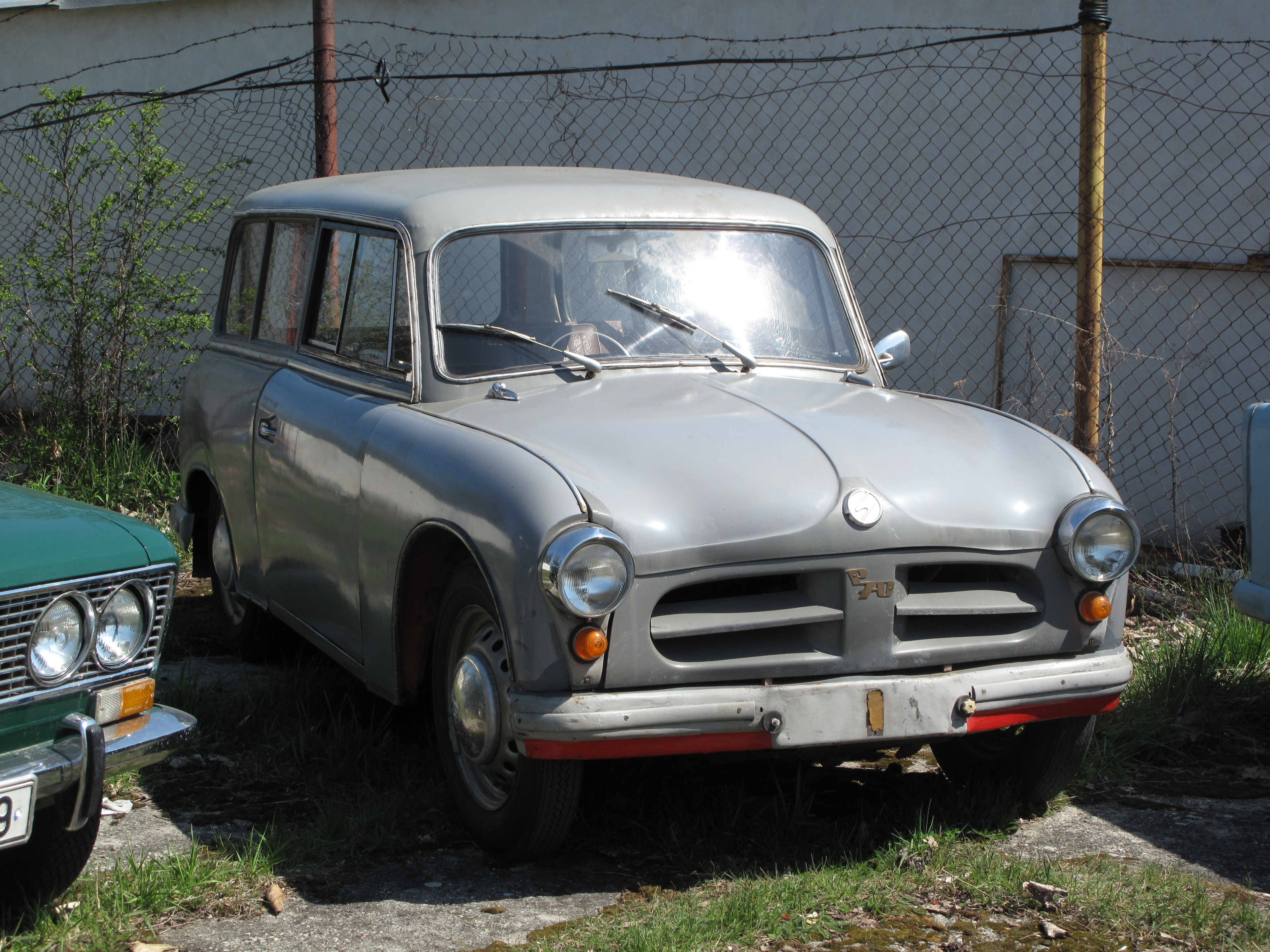
Zwickau P70 Kombi

## Sources
- Bernard Vermeylen, Voitures des pays de l'Est, E-T-A-I, Boulogne-Billancourt, 2008  (ISBN 9782726888087)